# Ruhm der Ukraine

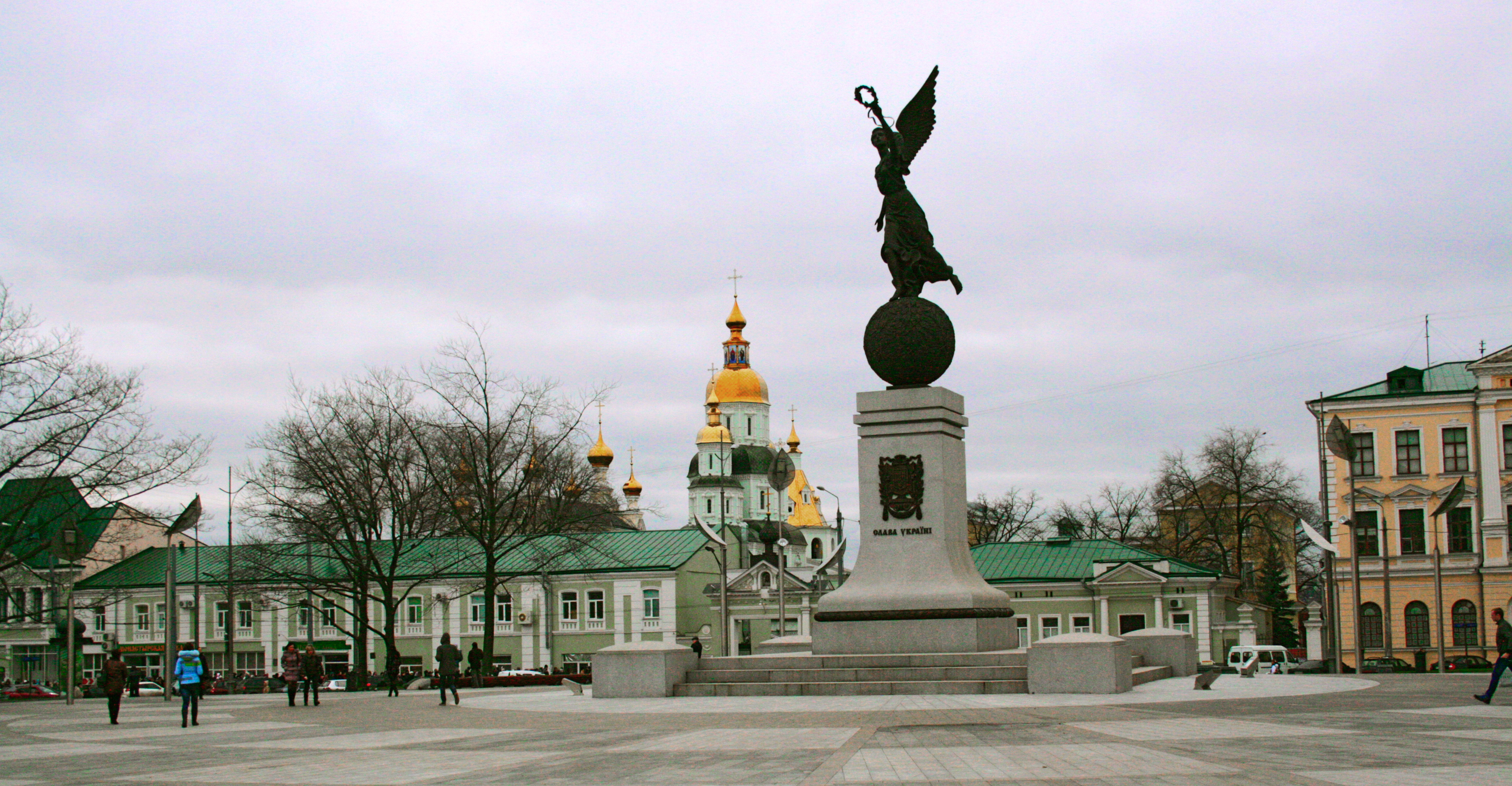
Unabhängigkeitsdenkmal in Charkiw mit der Aufschrift „Slawa Ukrajini“

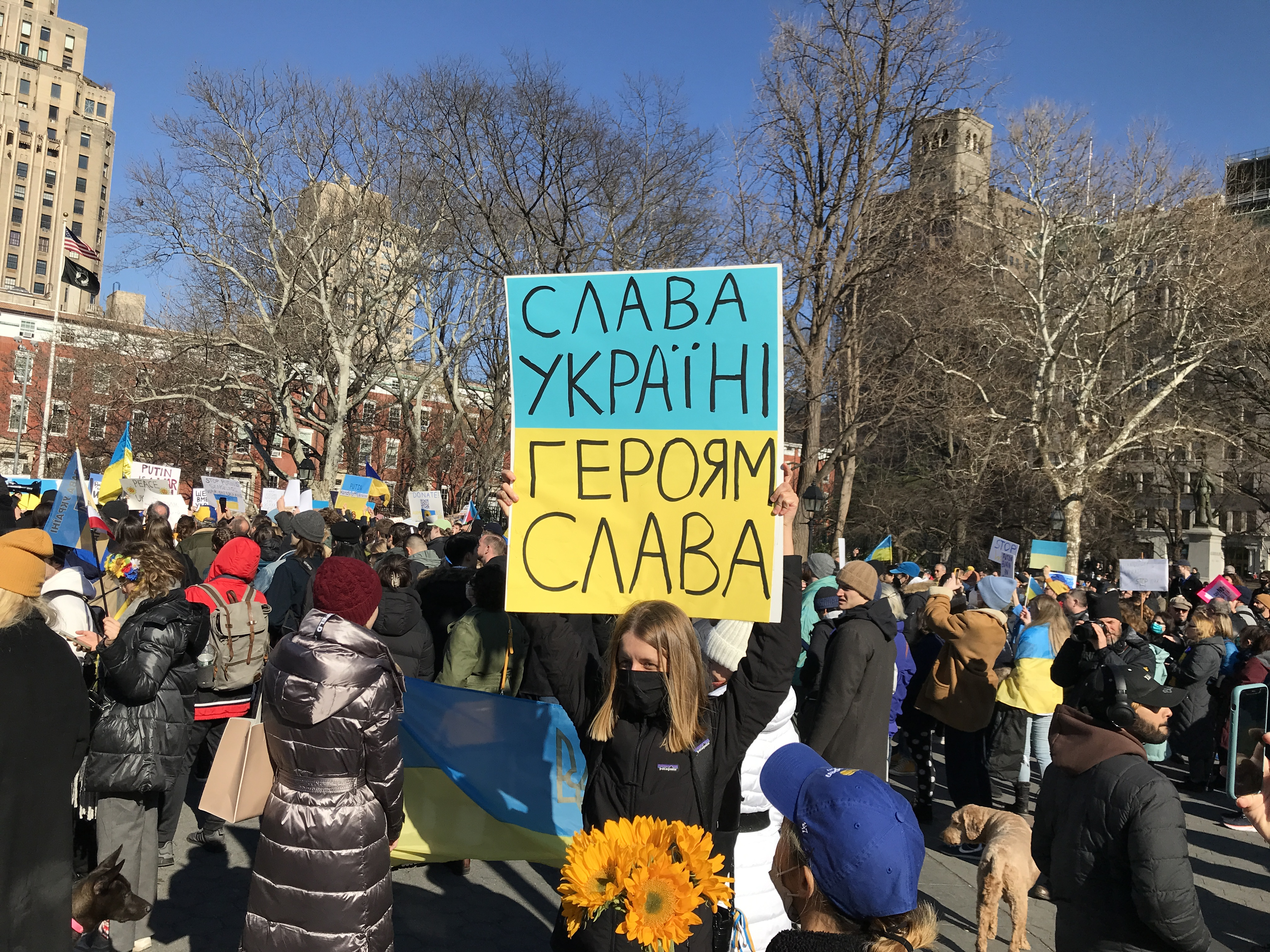
„Slava Ukraini“ bei einer Protestveranstaltung gegen den russischen Überfall auf die Ukraine in New York City, 27. Februar 2022

Ruhm der Ukraine (ukrainisch Слава Україні Slawa Ukrajini), auch übersetzt als Ehre der Ukraine oder Hoch lebe die Ukraine, ist eine gängige Grußform und ein beliebter Slogan in der Ukraine. Seit 2018 ist der Zuruf „Ruhm der Ukraine!“ sowie die Antwort „Den Helden Ruhm!“ (Героям слава Herojam Slawa) der offizielle militärische Gruß der ukrainischen Streitkräfte. Im Verlauf des russischen Überfalls auf die Ukraine 2022 fand der Slogan als Ausdruck des Widerstands bei internationalen Protesten weite Verbreitung.

## Geschichte

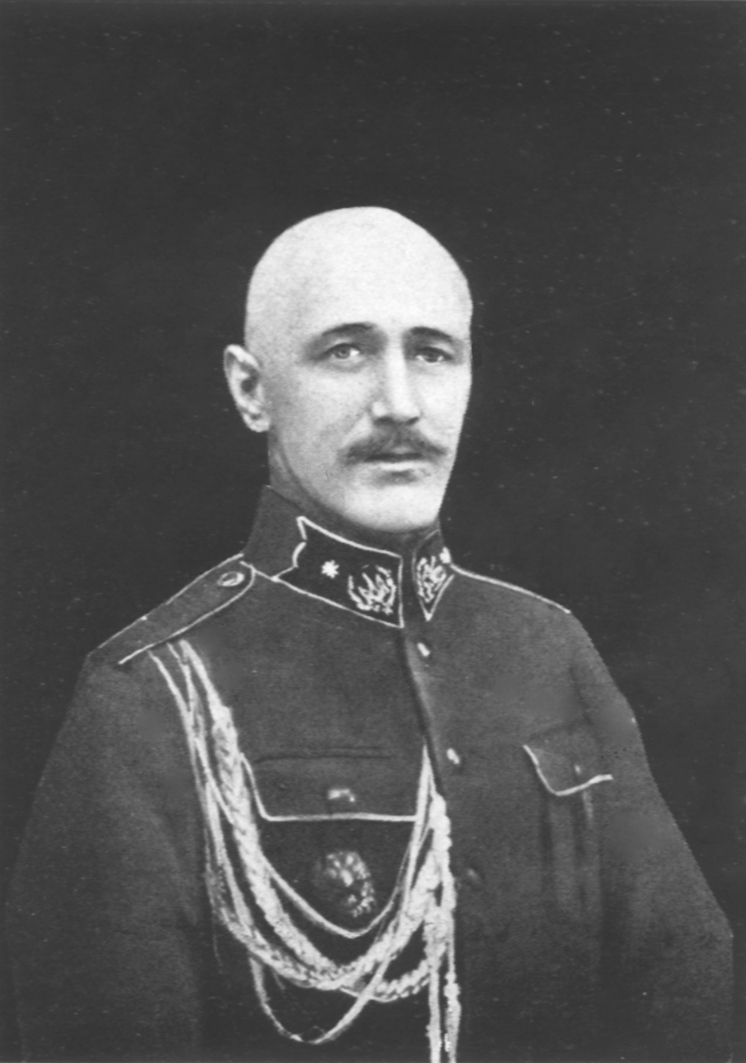
Wsewolod Petriw schrieb zur Zeit des Ukrainischen Staates: „Es ging vor allem um die Herzen, die marschierten und laut riefen «Ehre der Ukraine, Ehre dem Hetmanat»“

### Vorgeschichte
Die Phrase Slawa Ukrajini wurde bereits vom Nationaldichter Taras Schewtschenko verwendet. In seinem 1840 verfassten Gedicht „Für Osnowjanenko“ (До Основ'яненка) schrieb er:
Unser Seele, unser Lied
wird nicht sterben, wird nicht verschwinden … 
Darin, Leute, liegt unser Ruhm
 Ruhm der Ukraine! 
Die erste bekannte Erwähnung des Slogans „Ruhm der Ukraine!“ mit der Antwort „Ruhm auf der ganzen Erde!“ („По всій землі слава“) ist mit der Umgebung der ukrainischen Studentengemeinschaft im Charkiw des späten 19. und frühen 20. Jahrhunderts verbunden.

### Unabhängigkeitskrieg 1917–1921
Der Gruß Slawa Ukrajini lässt sich bis in die Zeit des ukrainischen Unabhängigkeitskrieges (1917–1921) nach der Februarrevolution zurückverfolgen. Der Ausdruck wurde als Begrüßung unter ukrainischen Partisanen verwendet, welche die bolschewistische Invasion ihrer Heimat zu verhindern versuchten. In seinen Memoiren schrieb der Schriftsteller und Partisan Jurij Horlis-Horskyj, dass Unabhängigkeitskämpfer der Ukrainischen Volksrepublik auf den Gruß „Guten Tag“ mit „Slawa Ukrajini“ antworteten. Unter Kosaken war der abgewandelte Gruß „Slawa Ukrajini! Kosakam Slawa!“ („Ehre der Ukraine! Ehre den Kosaken!“) verbreitet. Während der Zeit des Hetmanats wurde der Gruß Slawa Ukrajini durch den Zusatz „Ehre dem Hetmanat“ ergänzt.

### Zweiter Weltkrieg und Sowjetzeit

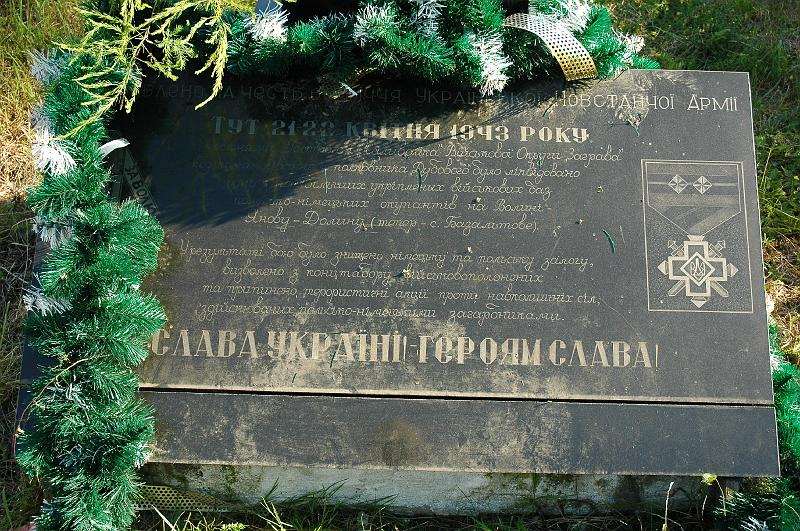
Ein den Spruch enthaltendes Kriegsdenkmal zur Erinnerung an die UPA in Basaltowe (Wolhynien), Ort des Wolhynien-Massakers

In der Zwischenkriegszeit wurde der Ausdruck Slawa Ukrajini von einer Gruppe von Nationalisten verwendet. Die Gruppe bestand von 1925 bis 1929 und benutzte zunächst den Zusatz „Ruhm den Kosaken“. Ein Mitglied der Gruppe schlug während einer Sitzung vor, die Erwähnung der Kosaken mit dem Ausdruck „Ehre den Helden“ zu ersetzen. 1939 oder 1941 wurde der Gruß Slawa Ukrajini, Slawa Herojam von der Organisation Ukrainischer Nationalisten (OUN) offiziell angenommen. Der Spruch ging mit einer Erhebung des rechten Arms zum faschistischen Gruß einher.
Nach der Unterdrückung des bewaffneten Widerstandes der OUN wurde die Losung in der Sowjetunion für viele Jahre verboten. Der Ausdruck tauchte weiterhin auf, zum Beispiel im Buch Menschenblut ist kein Wasser (1957) von Mychajlo Stelmach, in welchem gefordert wird, den „Kosakenruhm der Ukraine“ zu verteidigen und wiederzubeleben. Ins Russische wurde das Buch jedoch verfälscht übersetzt, weil die Idee der ukrainischen Selbstständigkeit in der Sowjetzeit negativ konnotiert war.

### Unabhängigkeit
In den späten 1980er Jahren und vor allem seit dem Zerfall der Sowjetunion Anfang der 1990er Jahre war der Slogan bei Kundgebungen und Demonstrationen wieder zu hören, etwa vom Menschenrechtler Wjatscheslaw Tschornowil bei einer Demonstration in Kiew im Jahr 1989. Im Juni 1991 protestierten Tausende von Menschen gegen die Pläne von Präsident Leonid Krawtschuk, einen Vertrag mit Moskau über die Mitgliedschaft in der Union Souveräner Staaten zu unterzeichnen. Die Demonstranten forderten Freiheit und Unabhängigkeit für eine demokratische Ukraine und riefen dabei „Ruhm der Ukraine“ und „Schande Krawtschuk“.
Im Kontext der Orangen Revolution war die Losung üblich. Als Reaktion auf die Fälschung der Präsidentschaftswahl 2004, die Wiktor Janukowytsch, Schützling des vormaligen Präsidenten Leonid Kutschma, an die Macht brachte, kam es zu tagelangen Demonstrationen. Der damalige Oppositionspolitiker Wiktor Juschtschenko verabschiedete sich jeden Abend von den Demonstranten mit den Worten: „Ehre sei jedem Einzelnen von euch! Ehre sei der Ukraine! Ehre sei dem Herrn, unserem Gott!“.

## Gegenwart

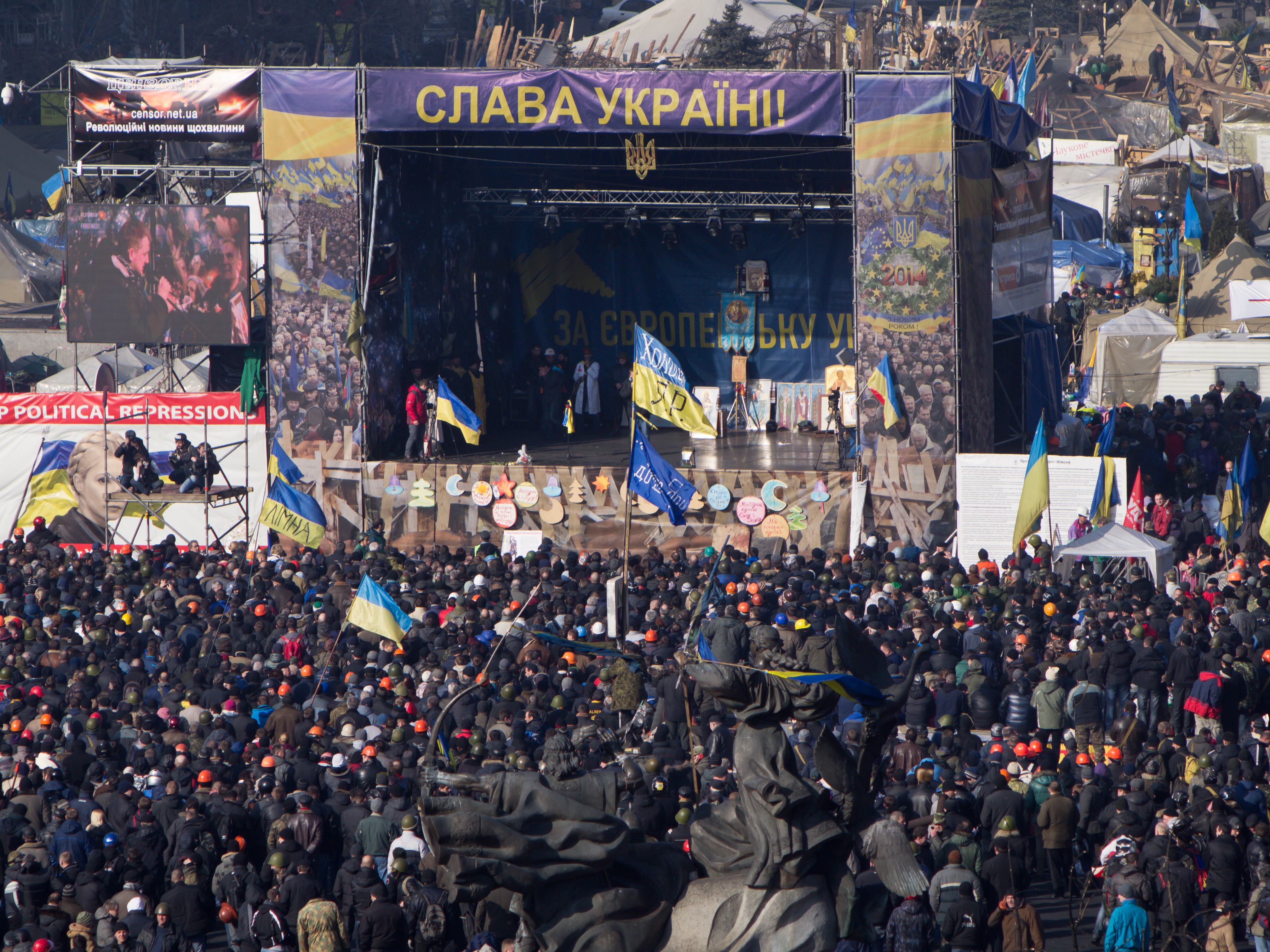
Demonstranten vor einer Bühne mit der Aufschrift „Слава Україні“ während des Euromaidan in der Hauptstadt Kyjiw am 21. Februar 2014

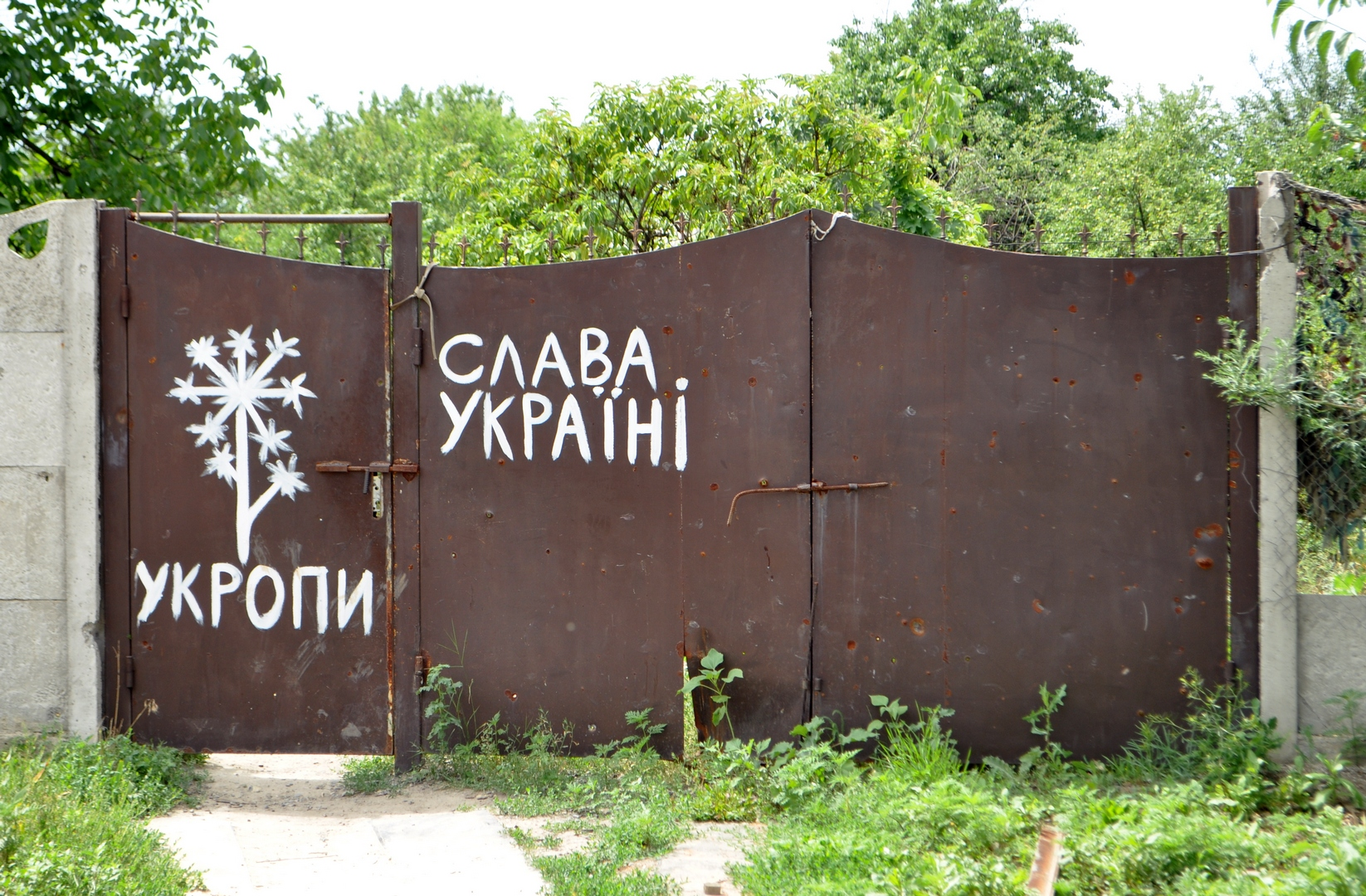
Die Kleinstadt Marjinka in der Oblast Donezk wurde im Juni 2015 von russischer Besatzung befreit, Aufschrift „Slawa Ukrajini“

Im gegenwärtigen Gebrauch ist Slawa Ukrajini fest mit der Euromaidan-Protestbewegung assoziiert. In der ersten Phase des Euromaidan waren ukrainische Staatssymbole und die Flagge der Europäischen Union von zentraler Bedeutung für das Selbstverständnis der Bewegung und zu Mobilisierungszwecken. In späteren Phasen der Proteste und insbesondere nach gewalttätigen Übergriffen der staatlichen Sicherheitskräfte auf Demonstranten zur Zeit der Präsidentschaft Janukowytschs und zu Beginn der russischen Militärintervention auf der Krim und im Südosten der Ukraine rückten kosakische Traditionen in den Vordergrund. In diesem Kontext übernahm die Mehrheit der Euromaidan-Demonstranten den Spruch. Seit Anfang Januar 2014 wurde die Maidan-Bühne mit einem großen blauen Banner dekoriert, auf dem in Gelb stand „Slawa Ukrajini“. Der Ausdruck nahm im Laufe des Euromaidans eine neue Bedeutung an, frei von nationalistischen Konnotationen. Rituale wie das Singen der ukrainischen Nationalhymne, Schwenken der Fahne sowie der Ruf „Slawa Ukrajini“ trugen zu einer Konsolidierung der ukrainischen Gesellschaft bei und stärkten die patriotische Stimmung. Die Grußform wird in verschiedenen Situationen genutzt und symbolisiert je nach Kontext die Hoffnung auf eine demokratische und westlich orientierte Ukraine, auf Freiheit aller Ukrainer und Einheit.
Auch der Zusatz „Ruhm den Helden“ wurde inhaltlich neu besetzt. Seit dem Euromaidan sind damit die Maidan-Aktivisten und vor allem die Menschen gemeint, die am 22. Januar und im Februar 2014 bei Protesten gegen die Janukowytsch-Regierung ums Leben kamen. In der Ukraine sind sie als „Himmlische Hundert“ bekannt und werden als gefallene Helden des Maidans gefeiert. Als Frauen dabei halfen, die Barrikaden in der Nacht zu verteidigen, wurde der Slogan entsprechend mit der weiblichen Form abgeändert, sodass die Demonstranten riefen: „Ruhm den Heldinnen, den Heldinnen Ruhm“. Dennoch wird aus feministischer Perspektive die Verwendung des generischen Maskulinums „Helden“ kritisiert. Frauen und ihre Beteiligung am Euromaidan würden so ungenügend sichtbar gemacht.
Seit dem Euromaidan wird der Ausdruck „Slawa Ukrajini“ von den meisten Ukrainern unabhängig von ihrer Parteizugehörigkeit oder ihrem kulturellen, sprachlichen oder sozialen Hintergrund verwendet. Der Slogan wurde von den mehrheitlich liberalen Demonstranten, russischsprachigen Ukrainern, Ukrainern jüdischer Abstammung sowie von Anhängern der nationalistischen Partei Swoboda genutzt, wobei letztere auf dem Maidan und in der Politik der Ukraine randständig war. Die Ideen und Rituale des Maidans beeinflussten die spätere Gesetzgebung und Staatspraxis. Der Slogan Slawa Ukrajini wurde in offiziellen Reden fast obligatorisch, besonders in Bezug auf Gedenkveranstaltungen, Ansprachen an die Nation und andere feierliche Anlässe. Zum Beispiel kommentierte der ukrainische Präsident Petro Poroschenko den Beginn des visafreien Reiseverkehrs zwischen der EU und der Ukraine mit den Worten „Ruhm Europa! Ruhm der Ukraine!“. Auch erschien der Slogan auf offiziellen Trikots der ukrainischen Fußballnationalmannschaft.

### Internationale Verwendung

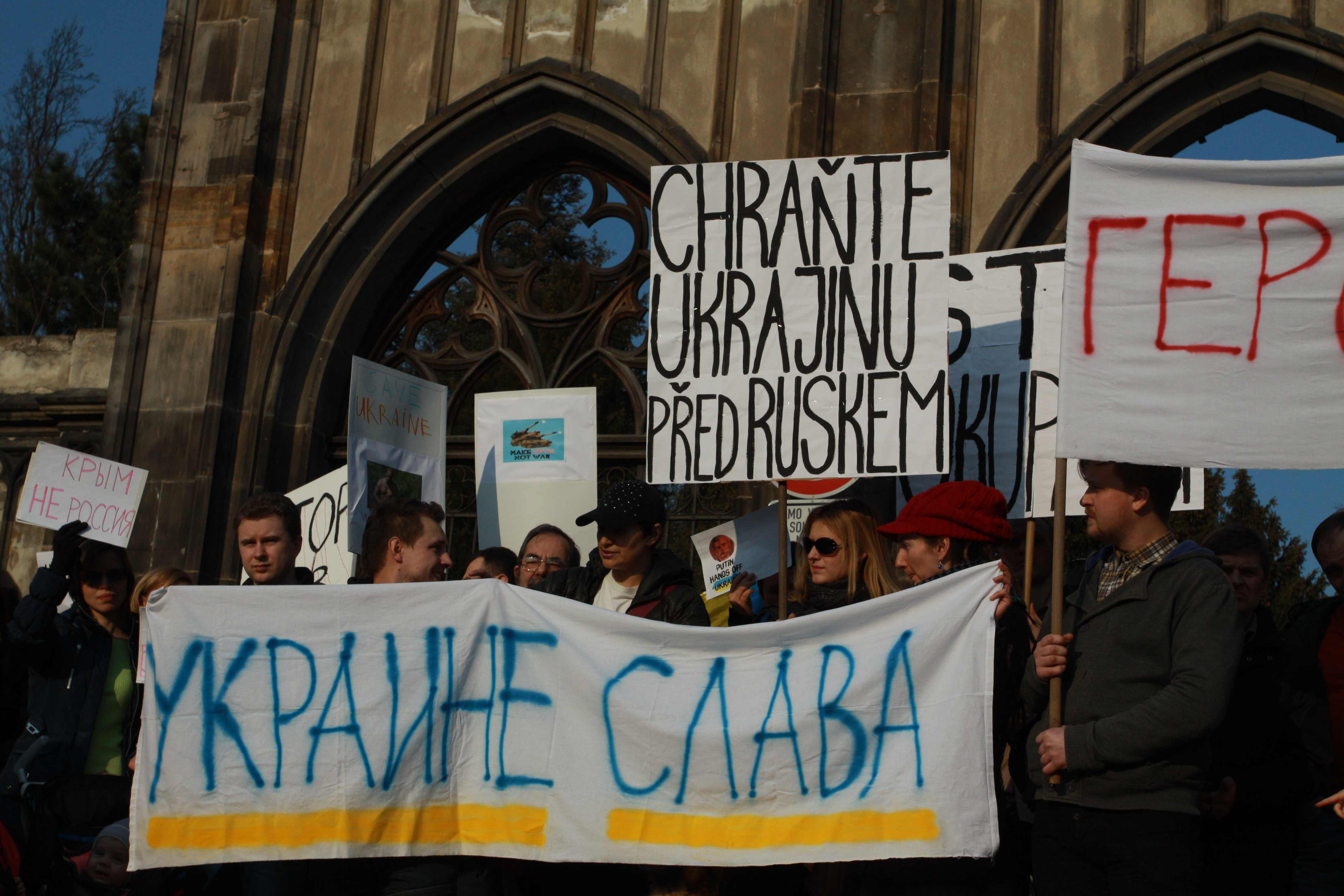
Protestaktion in Prag gegen die Krim-Annexion durch Russland, 2. März 2014

Die Grußformel wird von Staatsoberhäuptern anderer Länder verwendet. 1995 begrüßte der damalige amerikanische Präsident Bill Clinton die atomare Abrüstung der Ukraine sowie ihre Abkehr von den Traditionen der Sowjetunion. Seine Rede beendete er mit „God Bless America“, gefolgt von „Ehre der Ukraine“ auf Ukrainisch. Der kanadische Premierminister Justin Trudeau gratuliert der Ukraine jedes Jahr zur Unabhängigkeit mit den Worten „Slawa Ukrajini“. Auch der damalige deutsche Außenminister Sigmar Gabriel nutzte die Formel anlässlich des 25-jährigen Jubiläums deutsch-ukrainischer Beziehungen und zum 26. Unabhängigkeitstag der Ukraine. Die litauische Staatspräsidentin Dalia Grybauskaitė schrieb 2016, dass die Ukraine mit der Maidan-Protestbewegung eine europäische Wahl getroffen habe, und begrüßte dies durch den Ausruf „Slawa Ukrajini“.
Bei der Fußball-Weltmeisterschaft 2018 in Russland kam es zu einem Zwischenfall, als der kroatische Spieler Domagoj Vida und Assistenztrainer Ognjen Vukojević, die früher für den Verein Dynamo Kiew gespielt hatten, nach dem Sieg Kroatiens gegen Russland im Viertelfinale eine Videobotschaft aufzeichneten und darin die Ukraine erwähnten. Vida und Vukojević riefen: „Slawa Ukrajini … dieser Sieg ist für Dynamo und die Ukraine … auf geht’s, Kroatien!“ Nach Protesten Russlands, das Gesagte sei „rassistisch“ und „anti-russisch“, wurde Vida von russischen Fans ausgepfiffen und schließlich von der FIFA wegen vermeintlich „politischer Äußerungen“ verwarnt. Vukojević erhielt eine Geldstrafe und wurde vom kroatischen Fußballverband suspendiert. Der ukrainische Fußballverband und die ukrainische Botschaft in Großbritannien ließen mitteilen, dass „Slawa Ukrajini“ eine gängige Grußformel in der Ukraine sei, vergleichbar mit Redewendungen in anderen Ländern wie etwa Vive la France. Die Facebook-Seite der FIFA wurde mit mehr als 150.000 Kommentaren überflutet, in denen die FIFA als parteiisch kritisiert wurde. Fast alle Kommentare enthielten die Wendung „Slawa Ukrajini“, „Slawa Chrowatiji“ (Ruhm Kroatien) und „Schande FIFA“.

### Implementierung als Grußformel bei den ukrainischen Streitkräften
Am 5. Februar 2018 brachte Premierminister Wolodymyr Hrojsman einen Entwurf ins Parlament ein, der die Änderung der offiziellen Rufe der ukrainische Streitkräfte zum Gegenstand hatte. Bis dahin wurde eine Grußformel aus der Sowjetzeit verwendet: Zuruf „Hallo Genossen“ (Вітаю товариші, deutsche Transkription Witaju towaryschi) und die Antwort „Wir wünschen Gesundheit“ (Бажаємо здоров'я, deutsche Transkription Baschajemo sdorowja). Gemäß Hrojsmans Entwurf sollte die sowjetische Begrüßung ersetzt werden und an ihre Stelle der militärische Zuruf „Ruhm der Ukraine“ (Слава Україні) gefolgt von der Antwort „Ruhm den Helden“ (Героям слава, Transkription Herojam slawa) treten.
Am 9. August 2018 kündigte Präsident Poroschenko an, dass Slawa Ukrajini – Herojam Slawa der offizielle militärische Gruß der ukrainischen Streitkräfte wird. Die Begrüßung war erstmals bei der Unabhängigkeitsparade in Kiew am 24. August 2018 zu hören. Das ukrainische Parlament stimmte dem Gesetzesentwurf am 6. September 2018 zu.

### Russischer Überfall auf die Ukraine 2022

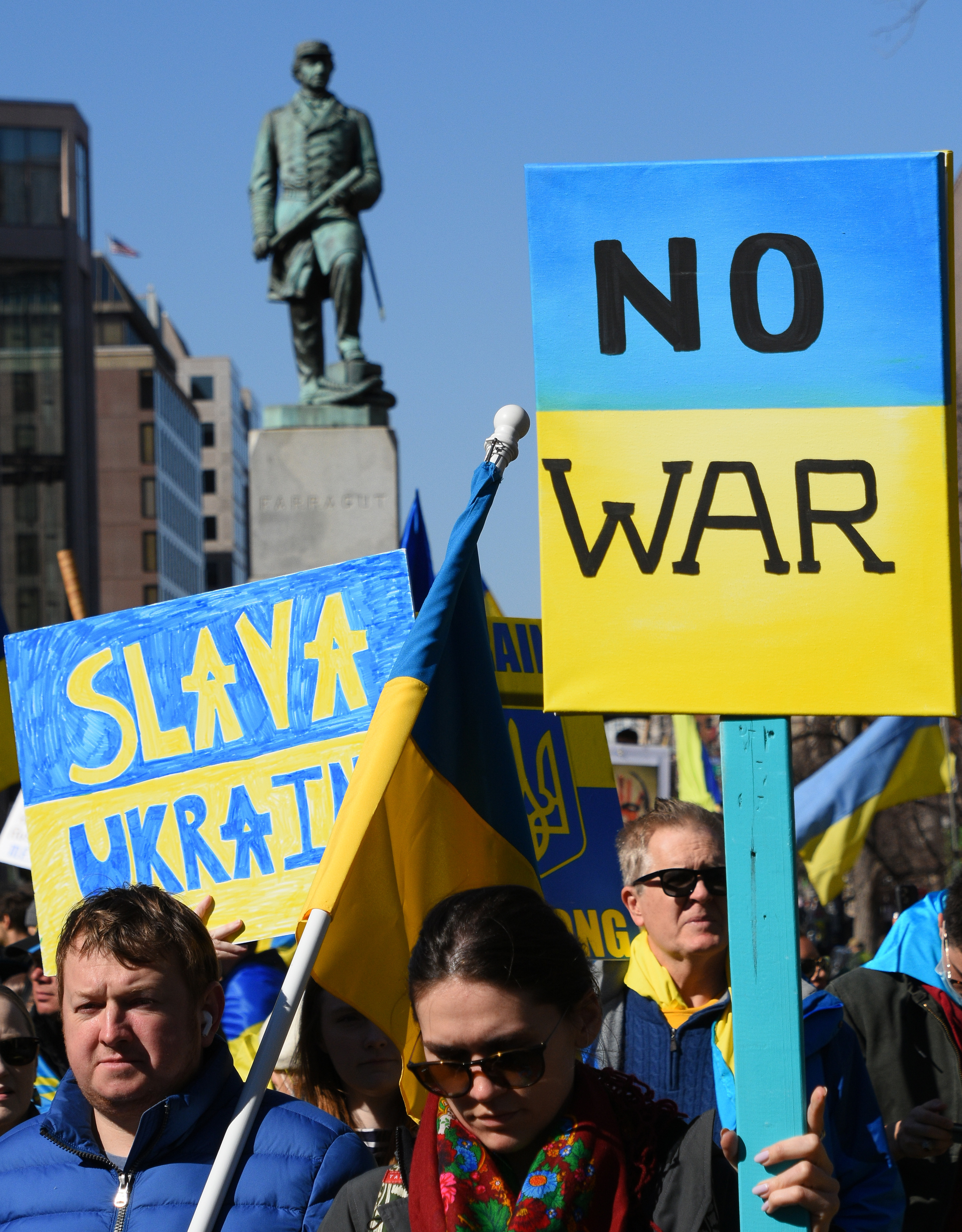
„Slava Ukraini“ bei einer Anti-Kriegs-Protestveranstaltung in Washington, D.C., 27. Februar 2022

Seit der Ausweitung des russischen Kriegs gegen die Ukraine am 24. Februar 2022 verwendet der ukrainische Staatspräsident Wolodymyr Selenskyj den Ausdruck Slava Ukraini praktisch in allen Ansprachen als Schlussformel.
Infolge des russischen Überfalls auf die Ukraine 2022 hat sich der Slogan auch bei internationalen Protesten als Symbol des Widerstands weit verbreitet. Der offizielle Komponist der norwegischen Streitkräfte, Marcus Paus, hat eine Vertonung ausgearbeitet. Der Ausspruch wurde auch von vielen ausländischen Politikern in Reden verwendet, darunter die Präsidentin der Europäischen Kommission Ursula von der Leyen, der damalige britische Premierminister Boris Johnson, die damalige neuseeländische Premierministerin Jacinda Ardern, Bundestagspräsidentin Bärbel Bas und Bundeskanzler Olaf Scholz.